# Де Мартино, Джулс
Джулиан «Джулс» Де Мартино (англ. Julian "Jules" De Martino; род. 16 июля 1969) — британский музыкант и певец, наиболее известен по работе в инди-дуэте The Ting Tings.

## Биография
Джулс родился в Западном Хэме, в семье Англоирландки Роземари и Итальянца Бенито Де Мартино. У Жюля есть старшая сестра Мария. Он начал играть на барабанах с 13 лет.

## Музыкальные проекты

### Babakoto
В 17 лет, Джулс был барабанщиком и автором песен в группе «Babakoto» (Бабакото это вид лемуров из Мадагаскара), и записал свой первый сингл в конце 1987 под названием «Just to Get By», который не попал в чарты.

### Mojo Pin
После распада Babakoto Джулс перешёл в другую инди-группу «Mojo Pin», названную в честь первой песни Джеффа Бакли. Mojo Pin выпустила две песни «You» в 1995 и «My Imagination» в 1996 годах.

### TKO
В Марте 2001 года отец Кэти Уайт Девид Уайт привёл Жюля в группу TKO, в качестве автора песен.

### Dear Eskiimo
Джулс поехал в Манчестер и основал новую группу вместе с Кэти Уайт и DJ Simon Темплменом, группу назвали «Dear Eskiimo» (также известная как «Dead Eskiimo»). Имя говорило о независимости группы. До них было уже много групп которые назывались «Eskimo», поэтому, чтобы отличить свою группу от других, Джулс добавил ещё одну «i» к названию.
Первое выступление прошло в качестве поддержки с другими двумя рок-группами, в итоге «Dear Eskiimo» подписала контракт с Mercury Records.
В конце 2004 года творческие разногласия заставили группу распасться.

## The Ting Tings
Джулс основал дуэт с Кэти Уайт в 2007 году. Они начали вместе писать песни и давать короткие концерты. Кэти в то время работала в бутике с китайской девушкой по имени «Тин Тин» (англ. Ting Ting), которое означает «стоять» (亭) или «слушать» (听)и Кэти использовала его для названия группы. The Ting Tings начали играть на частных вечеринках в салфордском The Mill, и вскоре приобрели популярность на манчестерской клубной сцене. Свой дебютный альбом We Started Nothing они записали 19 мая 2008 года.

## Интересные факты
На всех клипах, выступлениях и фотосессиях Джулс в солнечных очках (Исключение: клип «Great DJ»)